# NGC 3328
NGC 3328 é uma estrela dupla na direção da constelação de Leo. O objeto foi descoberto pelo astrônomo Christian Peters em 1880, usando um telescópio refrator com abertura de 13,5 polegadas.